# Estación de Bot
Bot fue una estación ferroviaria situada en el municipio español de Bot, en la provincia de Tarragona. Pertenecía al ferrocarril del Val de Zafán, que estuvo operativo entre 1942 y 1973. En la actualidad el antiguo conjunto ferroviario ha sido rehabilitado e incorporado a la Vía verde de la Tierra Alta.

## Historia
Los proyectos para la construcción del llamado Ferrocarril del Val de Zafán datan del siglo XIX, si bien las obras de la sección comprendida entre Alcañiz y Tortosa no se pusieron en marcha hasta la década de 1920. En junio de 1938, en plena Guerra Civil, el ferrocarril llegó a Bot. La sección construida del ferrocarril llegó a tener una intensa actividad durante el transcurso de la batalla del Ebro. El tramo Bot-Tortosa fue completado en septiembre de 1941, entrando en servicio la línea al año siguiente. Para entonces las instalaciones habían pasado a manos de la recién creada RENFE.
Afrontando una fuerte decadencia, en 1973 la línea fue clausurada al tráfico por RENFE, siendo levantadas las vías en 1995. Años después el entorno de la estación fue rehabilitado e incorporado al trazado de la Vía verde de la Tierra Alta. A día de hoy junto a la estación hay un vagón de tren (como los que circulaban por la estación) rehabilitado que cumple como un restaurante.

## Características
El conjunto ferroviario contaba con un edificio de viajeros, un muelle de carga y una playa de cinco vías —tres de ellas pasantes y dos vías muertas—.